# George Dupin
Pour l’article ayant un titre homophone, voir Georges Dupin.
 (juin 2015).
Si vous disposez d'ouvrages ou d'articles de référence ou si vous connaissez des sites web de qualité traitant du thème abordé ici, merci de compléter l'article en donnant les références utiles à sa vérifiabilité et en les liant à la section « Notes et références ».
George Dupin, né au Havre le 19 mai 1966, est un artiste français

## Biographie
Titulaire d'un Diplôme national supérieur d'expression plastique obtenu en 1990, il intègre ensuite l’Institut des hautes études en arts plastiques à Paris. 
En 1999, il est considéré comme faisant partie d'une avant-garde d'artistes luttant alors pour leur reconnaissance au sein des milieux artistiques français, à l'instar de Paola Salerno ou d'Éric Sandillon. 
Photographe, il axe son travail sur l'organisation urbanistique contemporaine, en enquêtant sur l'architecture de villes telles que Dubaï, Jérusalem, Pékin, Le Havre, Hérouville-Saint-Clair, Marne-la-Vallée, Berlin, Caracas ou Sao Paulo.
Il enseigne à l'École européenne supérieure d'art de Bretagne, à Rennes.
Ses œuvres sont notamment présentes dans les collections du Fonds du Frac Bretagne

## Publications
- Récit de ville, avec Valérie Picaudé-Baraban, éd. Association Sit-In 1998  (ISBN 978-2-913404-00-7)
- Territoire des signes : la leçon de Marne-la-Vallée, éd. Observatoire de la condition suburbaine/École d’architecture de Marne-la-Vallée, 2008.
- De l’espace construit à l’espace imprimé, éd. École des beaux-arts de Rennes, 2009
- SF, éd. Trans Photographic Press, 2011  (ISBN 978-2913176850)
- La Tourette / Modulations, avec Alain Charlton, Bernard Chauveau Éditeur 2011  (ISBN 978-2363060099)
- Beauregard, le 5 juillet 2012 (avec Jérôme Saint-Loubert Bié), éd. Frac Bretagne 2013  (ISBN 978-2-906127-39-5)
- Supernatural, éd. Des Actualités, 2014  (ISBN 978-2913404076)

## Sélection d'expositions
- La Rencontre #3, Œuvres de la collection du Frac Bretagne, Hôtel de Rennes Métropole (2011)
- Retratos de cidades : Bras’lia / Le Havre / Niter—i, MAC, Niter—i et musée de Brasilia, Brésil (2010)
- Frac Bretagne, le chantier, galerie Art & Essai, Rennes (2009)
- Identité(s) / Territorialité(s), Frac Haute-Normandie, Rouen (2009)